# IGA U.S. Indoor Championships 1993
L'IGA U.S. Indoor Championships 1993 è stato un torneo di tennis giocato sul cemento indoor. 
È stata l'8ª edizione del torneo, che fa parte della categoria Tier III nell'ambito del WTA Tour 1993. 
Si è giocato al The Greens Country Club di Oklahoma City negli USA, dal 15 al 21 febbraio 1993.

## Campionesse

### Singolare
Zina Garrison ha battuto in finale  Patty Fendick con il punteggio di 6–2, 6–2.

### Doppio
Patty Fendick /  Zina Garrison hanno battuto in finale  Katrina Adams /  Manon Bollegraf con il punteggio di 6–3, 6–2.